# Porri
Porri je naselje in občina v francoskem departmaju Haute-Corse regije - otoka Korzika. Leta 1999 je naselje imelo 47 prebivalcev.

## Geografija
Kraj leži na severovzhodu otoka Korzike 36 km južno od središča Bastie.

## Uprava
Občina Porri skupaj s sosednjimi občinami Castellare-di-Casinca, Loreto-di-Casinca, Penta-di-Casinca, Sorbo-Ocagnano, Venzolasca in Vescovato sestavlja kanton Vescovato s sedežem v Vescovatu. Kanton je sestavni del okrožja Corte.
1. ↑  »Populations légales 2016«. Nacionalni inštitut za statistične in gospodarske raziskave. Pridobljeno 25. aprila 2019.